# Tarzan in India
Tarzan in India (Tarzan Goes to India) è un film del 1962 diretto da John Guillermin.
Si tratta del primo film con l'attore Jock Mahoney nei panni di Tarzan.

## Trama
Tarzan si reca in India dopo essere stato convocato da una principessa del posto per salvare trecento elefanti in pericolo. Due ingegneri appaltatori infatti vogliono costruire una diga che determinerà l'inonandazione della valle in cui si trovano gli elefanti.